# Babka lira
Babka lira (Lesueurigobius sanzi) – gatunek ryby z rodziny babkowatych (Gobiidae).

## Występowanie
Wschodni Atlantyk od Portugalii po Mauretanię oraz Morze Alborańskie.
Żyje na głębokości 47–117 m na dnie piaszczysto-mulistym bądź mulistym.

## Cechy morfologiczne
Osiąga 11 cm długości.